# Conectivismo
El connectivism, cuya traducción al español puede ser: (1) conectivismo (calco del inglés) o (2) conectismo (en coherencia con su raíz traducida en español, "conectar" más el sufijo "-ismo", que significa "idea derivada de", en analogía con otros grupos de ideas como comunismo, anarquismo o liberalismo), es una teoría del aprendizaje para la era digital que ha sido desarrollada por George Siemens y por Stephen Downes basada en el análisis de las limitaciones del conductismo donde destaca como máximo representante John B. Watson , el cognitivismo, donde destaca Jean Piaget, y el constructivismo con Lev Vygotski, para explicar el efecto que la tecnología ha tenido sobre la manera en que actualmente vivimos, nos comunicamos y aprendemos.
Es definido como una teoría de aprendizaje para la era digital (Siemens, 2004), por tanto, se puede entender la emergencia de esta nueva tendencia en un contexto social caracterizado por la creación de valor económico a través de redes de inteligencia humana para crear conocimiento (Floridi, 2008).
El conectivismo es la combinación del constructivismo y el cognitivismo para el nuevo aprendizaje digital de esta era digital y globalizante. Llamada la "teoría del aprendizaje para la era digital", se trata de explicar el aprendizaje complejo, no como una actividad individual en un mundo social digital en rápida evolución sino como la interacción entre varios. En nuestro mundo tecnológico y en red, los educadores deben considerar la obra de los pensadores como Siemens y Downes. En la teoría, el aprendizaje se produce a través de las conexiones dentro de las redes. El modelo utiliza el concepto de una red con nodos y conexiones para definir el aprendizaje. El conectivismo es la integración de los principios explorados por la teoría del caos, redes neuronales artificiales, complejidad y autoorganización. El aprendizaje es un proceso que ocurre dentro de una amplia gama de ambientes que no están necesariamente bajo el control del individuo. Es por esto que el aprendizaje (entendido como conocimiento aplicable) puede residir fuera del ser humano, por ejemplo, dentro de una organización o una base de datos, y se enfoca en la conexión especializada en conjuntos de información que nos permite aumentar cada vez más nuestro estado actual de conocimiento.
Esta teoría es conducida por el entendimiento de que las decisiones están basadas en la transformación acelerada de las bases. Continuamente se adquiere nueva información que deja obsoleta la anterior. La habilidad para discernir entre la información importante y la trivial es vital, así como la capacidad para reconocer cuándo esta nueva información altera las decisiones tomadas con base en información pasada. Dice Siemens, al respecto de las tendencias significativas de los procesos de aprendizaje en los entornos digitales:

"Saber cómo y saber qué están siendo complementados con saber dónde (la comprensión de dónde encontrar el conocimiento requerido)"

El punto de inicio del conectivismo es el individuo. El conocimiento personal se hace de una red, que alimenta de información a organizaciones e instituciones, que a su vez retroalimentan información en la misma red, y finalmente termina proveyendo nuevo aprendizaje al individuo. Este ciclo de desarrollo del conocimiento permite a los aprendices mantenerse actualizados en el campo en el cual han formado conexiones.
Una contribución muy importante fue adicionar un nuevo tipo de conocimiento, el conocimiento distribuido, a los ya conocidos conocimientos cualitativos y cuantitativos. Para Downes, el conocimiento distribuido añade una tercera categoría importante al dominio del conocimiento, conocimiento que podría ser descrito como conectivo. Además, establece el conocimiento conectivo como el fundamento estructural del conectivismo:
“Una propiedad de una entidad debe conducir a o convertirse en una propiedad de otra entidad para que se consideren conectadas; el conocimiento que resulta de tales conexiones es el conocimiento conectivo”
A su vez, para Downes el conectivismo es una red neuronal donde todas las personas conectadas y que al interactuar con la red, permiten el crecimiento constante de esta. El sujeto viene con el conocimiento que adquiere con su vivencia, la información presente en el Internet, el conocimiento que se le inculca en su formación académica y la construcción de nuevo conocimiento que genera con base en todas estas vivencias. Si a eso le sumamos que la persona produce conocimiento y en algún punto decide compartirlo con otros, en algún punto llegará esta nueva información a otras personas que generaran nuevos conocimientos y materiales de apoyo generando un proceso cíclico adaptable al contexto y la sociedad.   
La obra fundacional del conectivismo es "Knowing knowledge" libro publicado por Siemens en 2006, y traducido por el grupo Nodos_Ele al español en 2010.   

## Nodos y enlaces
El aspecto central del conectivismo es la metáfora de una red con nodos y conexiones. En esta metáfora, un nodo es cualquier cosa que se puede conectar a otro nodo, como una organización, información, datos, sentimientos e imágenes.  El conectivismo entiende el aprendizaje como el proceso de creación de conexiones y la ampliación o el aumento de la complejidad de la red. En esta red no todas las conexiones tienen la misma fuerza.
La idea de las organizaciones como sistemas cognitivos donde el conocimiento se distribuye a través de los nodos tiene su origen en el Perceptrón, la cual toma directamente el conectivismo y se refiere a "un paradigma en las ciencias cognitivas que ve los fenómenos mentales o de comportamiento como los procesos emergentes de redes interconectadas de unidades simples".
La metáfora de la red reconoce la noción de "saber-donde" (la comprensión de dónde encontrar el conocimiento cuando es necesario) para complementar a los de "saber-cómo" y "saber-qué" que conforman los pilares de muchas teorías de aprendizaje.
Como dice Downes: "en su corazón, el conectivismo es la tesis de que el conocimiento se distribuye a través de una red de conexiones, por lo que el aprendizaje consiste en la capacidad de construir y atravesar esas redes".
Las redes de conocimiento conectivo tienen cuatro características:
- Diversidad. Se deben proporcionar todos los puntos de vista posibles.
- Autonomía. Los individuos contribuyen a la interacción por voluntad propia y de acuerdo con su propio conocimiento, valores y decisiones.
- Interactividad. El conocimiento que se genera es resultado de las interacciones entre los miembros y no una suma de sus opiniones.
- Apertura. Se tiene un mecanismo en la red para que una determinada perspectiva se introduzca, sea escuchada y permita que el resto interactúe con ella.

Podemos relacionar directamente a esta teoría de aprendizaje con la cultura de la participación, puesto que el origen de la red es el individuo y la participación se torna imprescindible para producir aprendizajes en entornos digitales. Aunque no todas las personas pueden llegar a participar en el mismo grado en esta red de nodos, ni tienen la misma influencia, la horizontalidad es una característica común de las culturas participativas, y resulta fundamental para los modelos de aprendizaje conectivistas.

## Principios del conectivismo
George Siemens establece los principios del conectivismo:
- El aprendizaje y el conocimiento yace en la diversidad de opiniones.
- Esta teoría de aprendizaje tiene relación con la teoría del caos. (www.academia.edu/1797984/Connectivism_and_Chaos_Theory)
- El aprendizaje es el proceso de conectar nodos o fuentes de información. Por ejemplo, un estudiante puede mejorar exponencialmente su propio aprendizaje si se conecta con otras redes existentes.
- El proceso de aprendizaje es de naturaleza cíclica. Los estudiantes se conectan a la red para compartir y encontrar nueva información. Como resultado, transformará sus creencias gracias al aprendizaje y volverá a la red a compartir sus deducciones y buscar nueva información.
- El conocimiento puede residir fuera del ser humano, puede estar en una comunidad, una red o una base de datos.
- El aprendizaje ocurre de diversas maneras, por cursos, correo electrónico, comunidades, las conversaciones, búsqueda en la web, listas de correo, blogs, wikis etc. Los cursos no son el único medio para lograr el aprendizaje.
- La capacidad de aumentar el conocimiento es más importante que lo que se conoce actualmente. Saber dónde buscar información es más relevante que conocer la información.
- Es necesario nutrir, cuidar y mantener las conexiones para facilitar el aprendizaje continuo, se tienen mejores resultados cuando se aprende con conexiones que cuando se tratan de comprender los conceptos por uno mismo.
- La habilidad para ver las conexiones entre los campos, ideas y conceptos es primordial.
- La información actualizada y precisa es la intención de todas las actividades del proceso conectivista.
- La toma de decisiones es en sí misma un proceso de aprendizaje. Elegir qué aprender y el significado de la información que se aprende es visto a través de la lente de una realidad cambiante. Es posible que una respuesta actual a un problema esté errada el día de mañana bajo la nueva información que se recibe.
- La integración de la cognición y las emociones en las decisiones es importante. El pensamiento y las emociones se influyen mutuamente. Una teoría del aprendizaje que sólo considere una dimensión excluye una gran parte de cómo sucede el aprendizaje.
- El aprendizaje tiene un objetivo final que es el aumento de la capacidad para "hacer algo". Esta mayor competencia podría ser en un sentido práctico (aprender a patinar por ejemplo) o en la capacidad de funcionar eficazmente en la era del conocimiento (conciencia de sí mismo, gestión de información personal, etcétera). El aprendizaje no es solo para la comprensión, la actuación es un elemento necesario.
- El aprendizaje es un proceso de creación de conocimiento y no sólo de consumo de conocimientos. Las herramientas de aprendizaje y las metodologías deberían de sacar provecho de esta característica del aprendizaje.
- El aprendizaje en una organización y el aprendizaje personal son tareas integradas. El conocimiento personal se alimenta de las organizaciones e instituciones, y a su vez el individuo retroalimenta a la red para seguir aprendiendo. El conectivismo intenta proporcionar una explicación de cómo aprenden los estudiantes y las organizaciones.

## Críticas al conectivismo
El conectivismo ha encontrado críticas en diferentes frentes. Pløn Verhagen ha argumentado que el conectivismo no constituye una nueva teoría de aprendizaje, ya que no presenta nada que no esté presente en otras teorías.  Es más por tanto únicamente una "perspectiva pedagógica". Verhagen  también afirma que las teorías de aprendizaje deben tratar con el nivel instruccional (cómo aprende la gente) y el conectivismo llega al nivel curricular (qué se aprende y por qué se aprende).
Bill Kerr, otro crítico del conectivismo, cree que, aunque la tecnología afecta los entornos de aprendizaje, las teorías de aprendizaje existentes son suficientes.
En español se han publicado distintos trabajos en los que se cuestiona el carácter de la teoría del conectivismo (Zapata-Ros, 2012). (enlace roto disponible en Internet Archive; véase el historial, la primera versión y la última)..
Además de carecer de una estructura propia de una teoría, es un conjunto de enunciados que no están integrados sintáctica y semánticamente en un sistema cohesionado por reglas de la lógica, de tal forma que puedan relacionarse unos con otros y con los datos observables, permitiendo evaluar, atribuir sentido, predecir y explicar fenómenos observables. Se argumenta también que carece de componentes imprescindibles en una teoría como son los valores y las condiciones de aplicación. 
En aspectos menos formales se señala que "aunque el conectivismo se nos presenta como una teoría que supera los déficits de las teorías existentes sobre el aprendizaje de acuerdo con tres grandes corrientes del pensamiento y de la ciencia de la sociedad actual: la teoría del caos, la de la complejidad y la de la de redes/auto-organización,  lo hace en función de unos enunciados confusos sobre si el aprendizaje se produce dentro o fuera del individuo, mezclando niveles de significación, y de unos principios en los que destaca la conceptualización del aprendizaje como vinculado de forma no precisa a la configuración de las redes y como algo relacionado con la capacidad de configurar la información y con las capacidades para obtener más rendimiento cognitivo de la información que hay en redes. Desconociendo con ello trabajos anteriores como son los relativos a la "elaboración". Estos planteamientos han sido en parte aceptados por los propios autores, (Downes,2012) que se desvincula de las concepciones iniciales de Siemens sobre "la atribución de significado" como componente necesario del aprendizaje.
El conductismo, el cognitivismo y el constructivismo son las tres grandes teorías de
aprendizaje utilizadas más a menudo en la creación de ambientes instruccionales.
Estas teorías, sin embargo, fueron desarrolladas en una época en la que el
aprendizaje no había sido impactado por la tecnología. 